# Parc Kellermann
Le parc Kellermann est un espace vert public situé dans le sud du quartier de la Maison-Blanche du 13e arrondissement de Paris, en France.

## Situation et accès
Il est situé entre le boulevard Kellermann et le boulevard périphérique. Il porte le nom du maréchal français François Christophe Kellermann (1735-1820).
Le parc Kellermann occupe un espace du sud-ouest du 13e arrondissement de Paris, entre les boulevards des Maréchaux (ici, le boulevard Kellermann) et le boulevard périphérique. La porte d'Italie est située immédiatement à l'est, la poterne des Peupliers juste à l'ouest.
Le parc est accessible par cinq entrées : une sur le boulevard Kellermann, une sur la rue de la Poterne-des-Peupliers, deux sur les rues Max-Jacob et Keufer et une sur la rue Paul-Bourget.
Il est desservi par la ligne de métro 7 à la station Porte d'Italie et par la ligne 3a du tramway d'Île-de-France à la station Poterne des Peupliers.

## Caractéristiques
Le parc Kellermann s'étend sur 5,6 hectares, ce qui en fait le plus grand espace vert du 13e arrondissement, et le plus grand des espaces verts parisiens créés après la destruction de l'enceinte de Thiers (après le parc Suzanne-Lenglen). Il est prolongé à l'est par le jardin Laure-Albin-Guillot qui le relie à l'avenue de la Porte-d'Italie.
Les jardins du parc s'étendent sur trois niveaux et sont parcourus par une rivière issue d'une cascade. Le parc dispose en outre d'aires de jeux et de terrains de sport.
Inaugurée le samedi 13 janvier 2018 par des élus de la mairie de Paris, une ferme pédagogique a été installée sur les hauteurs du parc. D’espèces variées, les animaux ont été achetés auprès d’éleveurs installés en Île-de-France ou en Normandie (chèvres, moutons, lapins, poules, dindes et un dindon),.
Son entrée est ornée de la sculpture Les Rochers dans le ciel, de Didier Marcel, anciennement placée place Farhat Hached.

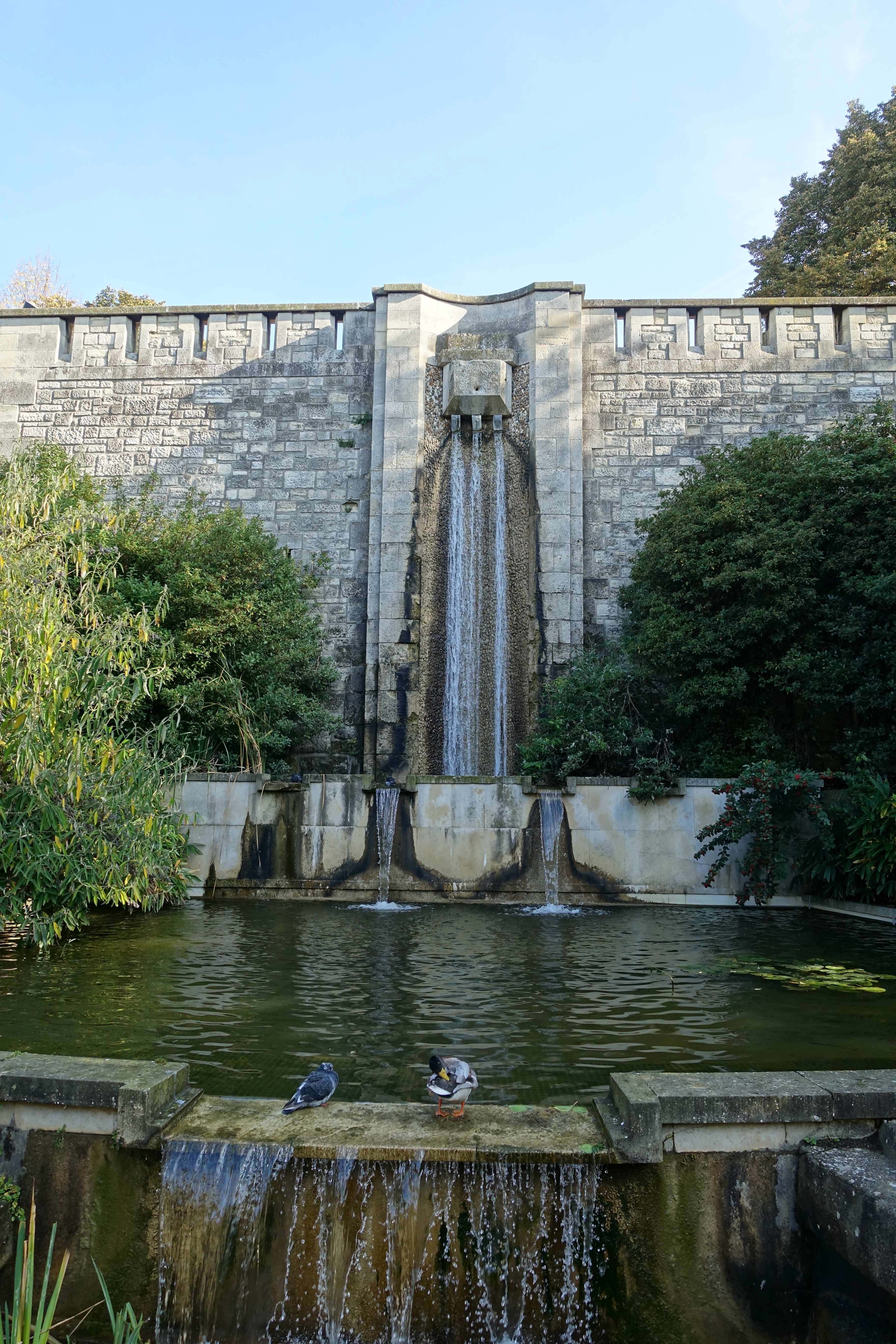
La cascade.
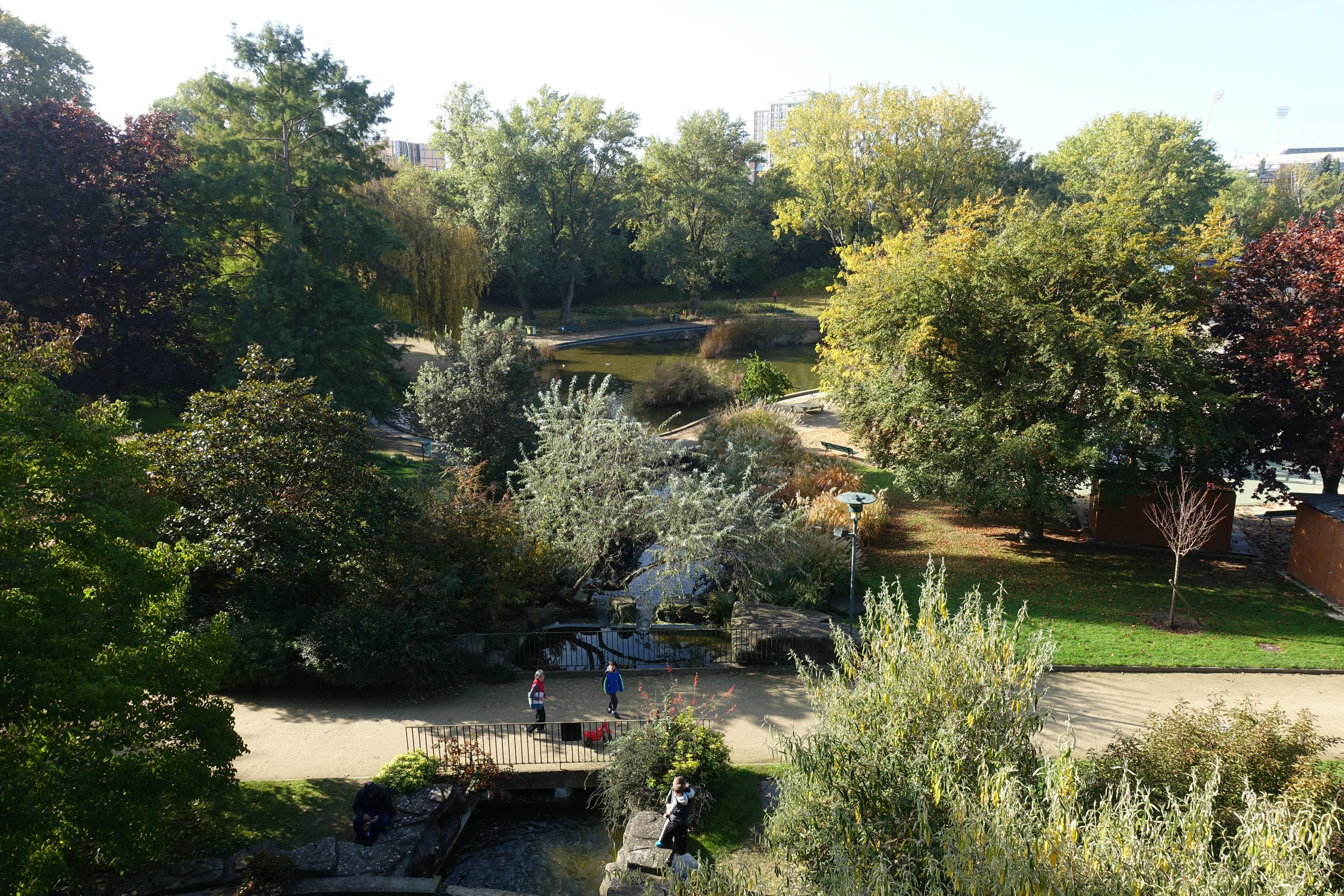
La partie basse.

## Historique
Avant l'urbanisation du quartier, le terrain occupé par le parc Kellermann correspond au lit de la Bièvre, qui pénètre ici l'actuel territoire de la commune de Paris par la poterne des Peupliers juste après s'être divisé en deux bras.
Cette partie de la rivière fut la dernière recouverte en 1935 sur une longueur de 476 mètres à Paris où elle avait entièrement disparu intra muros en 1912.
Dans les années 1840, la zone voit la construction de l'enceinte de Thiers, qui englobe alors la totalité de Paris. Le boulevard Kellermann est alors situé le long de l'enceinte. La zone immédiatement au sud des fortifications est un glacis, inconstructible. L'enceinte est obsolète dès la guerre franco-allemande de 1870 ; elle est démolie à partir de 1919.
À partir du milieu des années 1920, la Zone correspondant au glacis est réaménagée et le parc Kellermann est créé en 1937 en prenant le nom du maréchal d'Empire François-Christophe Kellermann, il est réaménagé en 1960.
En 1934, Le Corbusier propose de participer à l’Exposition universelle de 1937 au nom du Congrès international d'architecture moderne. Le projet d’un immeuble , baptisé « Unité d’habitation au bastion Kellermann », n’aboutit pas car le réglement stipule que les constructions doivent disparaître à la fin de l’exposition. En 1935, un terrain lui est proposé au bastion 84 de l’enceinte de Thiers. Faute de financement, l’archirecte abandonne le projet,.
En 1937, l’annexe de l’Exposition universelle, consacrée à la jeunesse, s’installe à l’emplacement du parc. Elle comprend une auberge de jeunesse, un club-bibliothèque et des scènes de théâtre. Les États généraux de la jeunesse, « la grande journée scoute interfédérale et internationale » s’y tiennent.